# 長氏 (伯耆国)
長氏（ちょうし）は、室町時代から戦国時代にかけて伯耆国久米郡矢送庄（現在の倉吉市南部、矢送川上流付近）を治めていた国人。

## 概要
いつ頃から矢送庄を支配するようになったのかなど詳しいことは不明ではあるが山名氏が伯耆守護をしていた頃には伯耆衆の一人として中央に名が知れていた。文献によると一族の長伊豆守は康正2年（1456年）に内裏修造のため銭三貫文を納めており、また、天文年間には長平左衛門が矢送庄の領主として知られていた。
伯耆長氏の一族は但馬国の国人・長氏の支流と考えられており、室町時代の伯耆国人衆の中では唯一、室町幕府奉公衆を務めていた。独立性の高い奉公衆系の武士はしばしば守護と対立することがあったが、伯耆長氏に関しては守護家と比較的良好な関係を維持していたことが文献などで確認されている。
天文年間以降の長氏の動向は不明だが、この頃になると山名氏の勢力は急速に衰退、長氏も山名氏と同様に動乱に巻き込まれて衰退していった可能性が高い。